# Cannavò (Reggio Calabria)
Cannavò (Kannavò in greco-calabro) è un quartiere di Reggio Calabria. Mosorrofa e Cataforio sono gli altri centri della XII Circoscrizione.

## Il toponimo
Il nome potrebbe essere di derivazione greca e avrebbe il significato di grigio. Conta meno di 1 000 abitanti;  sul territorio sono presenti due chiese: quella di San Nicola di Bari e quella di Santa Maria Della Neve. Nella frazione sono anche presenti una scuola dell'infanzia, una scuola primaria e una scuola secondaria di primo grado.